# Толбухин маяк
Толбу́хин мая́к (60°02′32″ с. ш. 029°32′31″ в. д.) — один из старейших российских маяков, построенный по приказу Петра I. Установлен на искусственном каменистом островке площадью 70 на 70 метров, лежащем в 2,8 мили к WNW от западной оконечности острова Котлин. Внесён в реестр объектов культурного наследия регионального значения, а также вместе с фортами Кронштадта входит в список объектов Всемирного культурного наследия ЮНЕСКО.

## История
Был построен по личному указанию Петра I; 13 ноября 1718 года в письме вице-адмиралу Корнелию Крюйсу царь написал: «… сделать колм каменный с фонарём на косе Котлинской». На эскизе башни маяка, составленном собственноручно Петром I и приложенном к письму, были указаны основные размеры башни, а внизу его же рукой сделана приписка: «протчее дается на волю архитектору».
Поскольку для сооружения каменного маяка требовались значительные материальные затраты и квалифицированные каменщики, коих было недостаточно, с согласия Петра I было принято решение о постройке временного деревянного маяка.
Строительство первого, деревянного сооружения было закончено 7 августа 1719 года, под руководством капитана I-го ранга Эдварда Лейна (англ. Edward Lane, 16??-1729).
Первоначальное название маяка — «Котлинский». В 1736 году переименован в «Толбухин», в честь полковника Федота Семёновича Толбухина начальника гарнизона Кроншлота, первого коменданта Кронштадта, отличившегося при обороне Котлина во время Северной войны. В этом же году Адмиралтейств-коллегией было принято решение о строительстве нового каменного маяка, однако сперва на месте старого обветшалого в 1737 году был поставлен новый временный деревянный маяк.
Вплоть до утверждения императором Александром I в 1807 году «Положения о содержании маяков и штате маячной команды», маяк представлял собой временное деревянное сооружение. Появившуюся должность директора маяков в Адмиралтейском департаменте занял деятельный капитан 2-го ранга Л. В. Спафарьев, который возобновил тему строительства каменного маяка, разработав проект и смету на его постройку, скорректированные затем главным адмиралтейским архитектором А. Д. Захаровым. В 1809 году было начато сооружение каменного маяка, а к сентябрю 1810 года были возведены круглая башня из кирпича, цоколь из гранита, караульный дом и баня.

## Современность
Маяк является территорией Министерства обороны Российской Федерации, и доступ посторонних лиц на него закрыт. Смотрители маяка нанимаются на постоянную работу, и с ноября по май находятся в автономном режиме.
В 2018 маяк был отреставрирован, оборудование маяка заменили на новое, отвечающее современным навигационным требованиям. Маяк является важным навигационным ориентиром при плавании на подходе к морскому каналу и основному судопропускному сооружению защитной дамбы.

## В искусстве

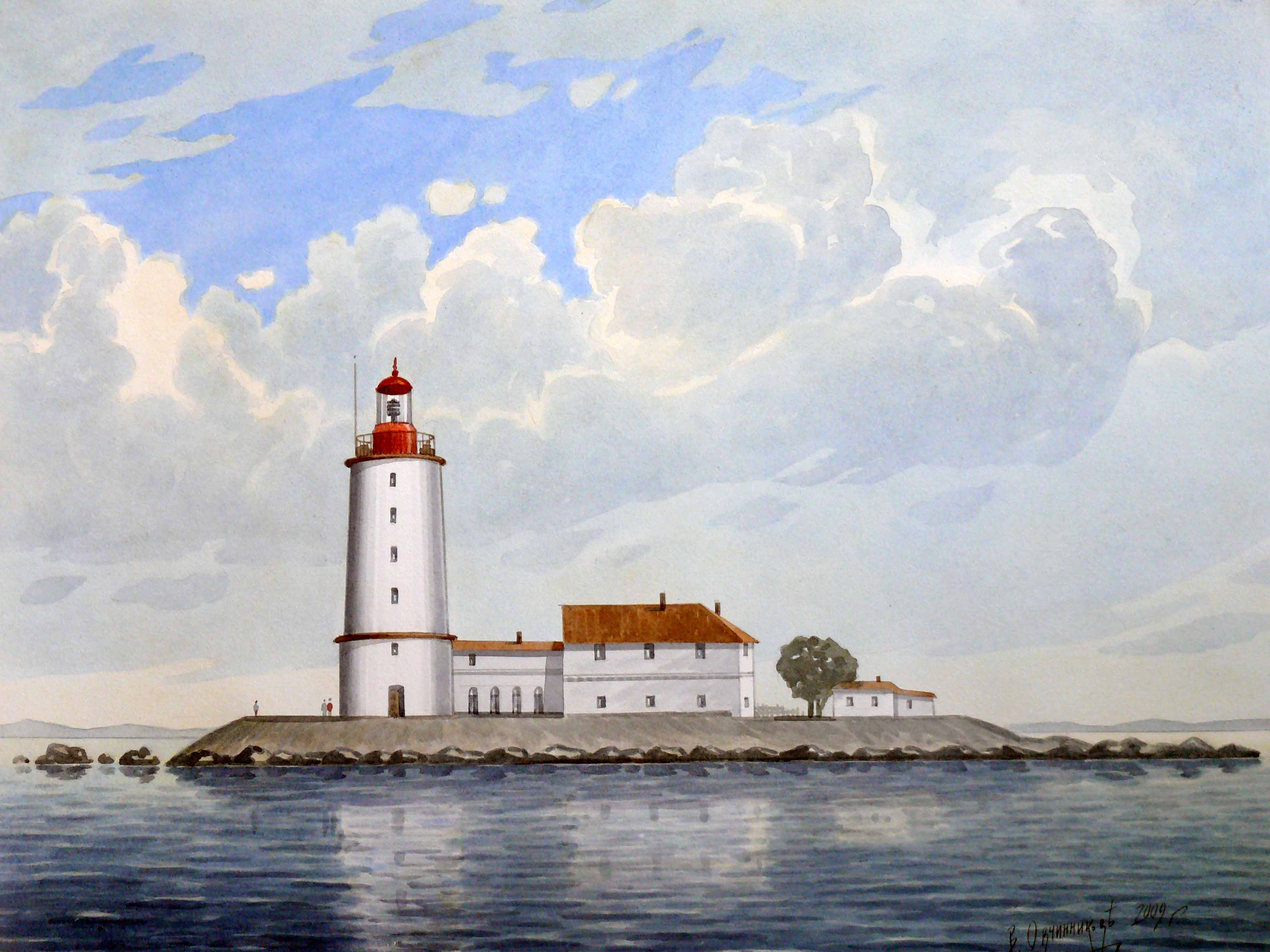
Картина «Маяк Толбухин» В. И. Овчинникова
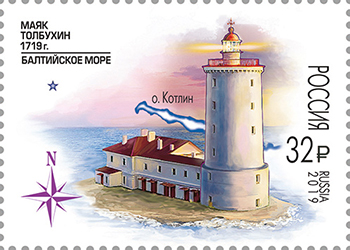
Почтовая марка 2019 год.

- Описанию маяка посвящён романтический очерк декабриста Н. А. Бестужева «Толбухинский маяк»[14].